# Stefan Milošević
Stefan Milošević (in serbo Стефан Милошевић?; Belgrado, 7 aprile 1995) è un calciatore serbo, difensore dello Javor Ivanjica.

## Caratteristiche tecniche
È un terzino sinistro.

## Carriera

### Club
Cresciuto nelle giovanili della Stella Rossa e del Partizan Belgrado, viene acquistato nel 2013 dallo Spartak Subotica.
Il debutto avviene il 10 agosto 2013, quando gioca da titolare l'incontro pareggiato per 1-1 contro lo Sloboda Užice.

### Nazionale
Nel 2015 è stato convocato dalla nazionale Under-20 per i vittoriosi Mondiali Under-20,

## Palmarès

### Nazionale
- Campionato mondiale di calcio Under-20: 1

Nuova Zelanda 2015